# Inconfidência Mineira
Inconfidência Mineira – ruch niepodległościowy w XVIII-wiecznej Brazylii. Jego centrum było miasto Vila Rica (obecnie Ouro Preto) w stanie Minas Gerais w Regionie Południowo-Wschodnim. Spisek miał na celu uzyskanie niepodległości przez stan Minas Gerais i zakończył się wykryciem przez portugalskie władze oraz egzekucją przywódcy. 

## Tło historyczne
Pod koniec XVII wieku na terenie obecnego stanu Minas Gerais odkryto złoto, a szczyt wydobycia przypadał na pierwszą połowę XVIII wieku. Władze portugalskie nałożyły podatek w wysokości jednej piątej zysków (kwinta) i nie zmniejszyły go nawet po tym, gdy w drugiej połowie XVIII wieku wydobycie zaczęło spadać. Wpływy z podatków były jednak mniejsze, dlatego aby zrekompensować straty, król Portugalii zobowiązał gubernatora Furtado de Mendonçę, aby nałożył kolejny podatek, zwany derrama.
Derrama była pobierana w sytuacji, gdy zyski z kwinty nie osiągały wysokości 100 arrobas złota (1 arroba to ok. 15 kg). Nowy podatek pobierano od każdego mieszkańca regionu, często odbywało się to siłą, z udziałem policji. Zdarzały się przypadki rodzin, które pozbawiano całego posiadanego przez nie majątku. 
W tamtym czasie dzieci miejscowej elity często były wysyłane na studia do Europy, skąd następnie przywoziły do Brazylii idee oświeceniowe o wolności i równości. Obserwowano również sytuację międzynarodową, inspirowano się zwłaszcza uzyskaniem niepodległości przez Stany Zjednoczone.

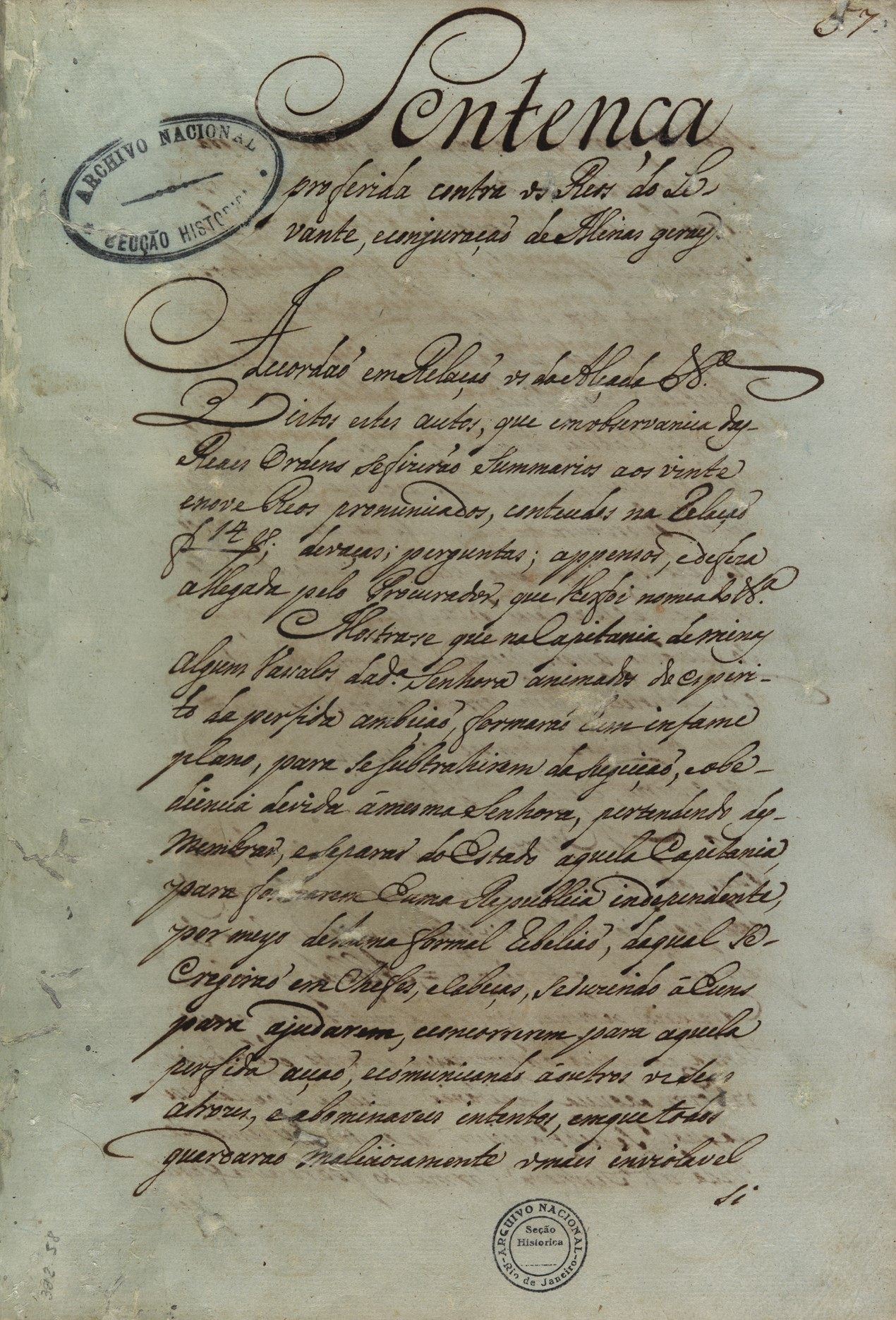
Wyrok wydany przeciwko oskarżonym, 1792 r.

Czynniki polityczne, wpływy z Europy i Ameryki Północnej, pogorszenie warunków życia w związku ze złą sytuacją ekonomiczną oraz sprzeciw wobec polityki Portugalii w stosunku do kolonii, doprowadziły do znacznego niezadowolenia wśród miejscowej ludności i zawiązania się spisku przeciwko koronie.

## Cele spisku

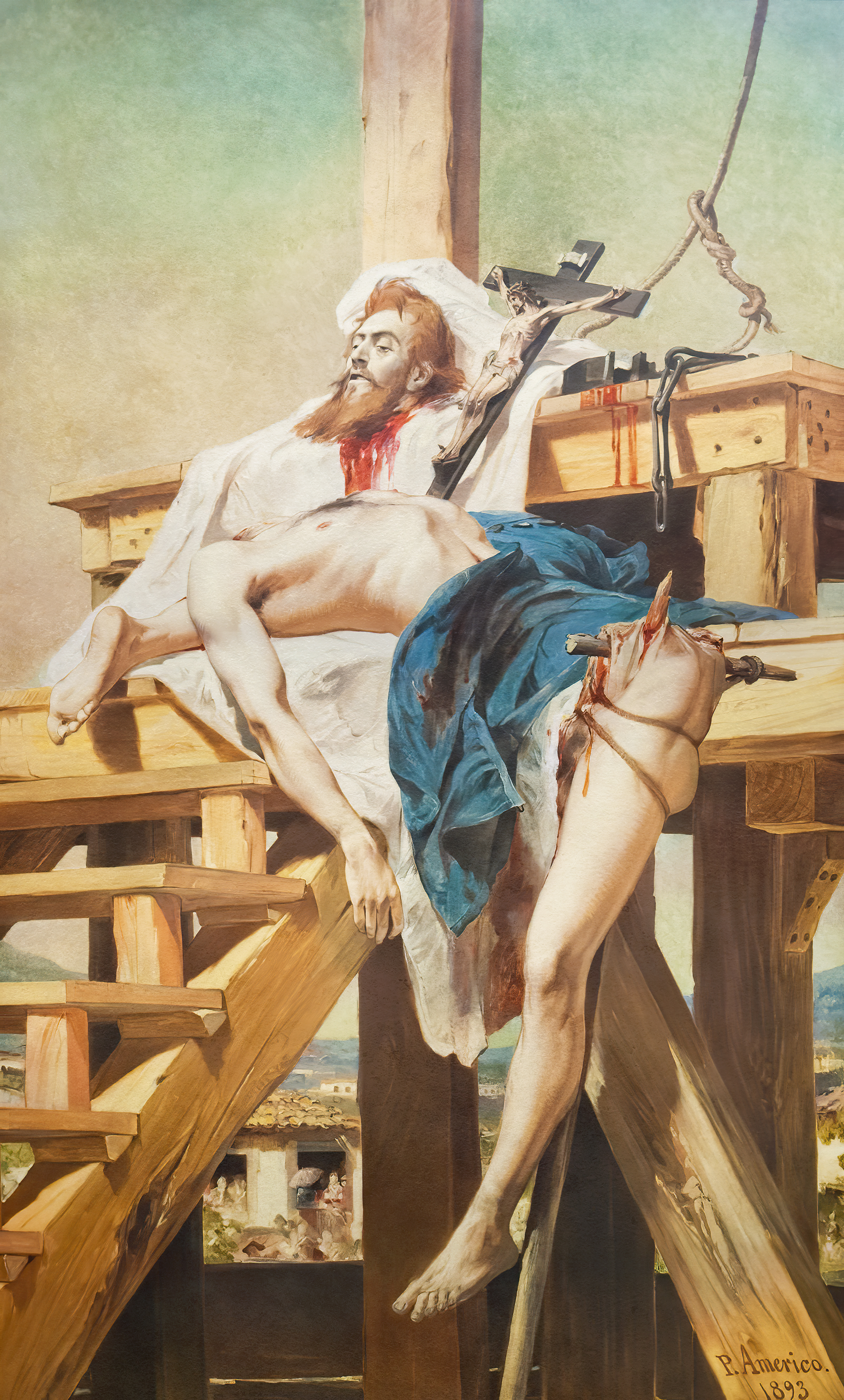
Obraz Pedro Américo - Tiradentes esquartejado (Tiradentes poćwiartowany)

Konspiratorzy nie chcieli wyzwolenia całej Brazylii spod panowania Portugalii. Dążyli jedynie do uzyskania niepodległości przez kapitanię Minas Gerais, proklamowania tam republiki oraz utworzenia uniwersytetu w największym mieście w regionie - Universidade de Vila Rica. Zamierzali również pozyskać zagraniczne inwestycje i wybudować fabryki. Niejasne były plany wobec kwestii zniesienia niewolnictwa. Utrzymanie tej praktyki było wbrew ideom oświecenia, które głoszono. Jednak obawiano się, że wyzwoleni niewolnicy będą próbowali zabić wszystkich białych i przejąć kontrolę w regionie, ponieważ byli w większości. Ostatecznie zdecydowano, że tylko czarni urodzeni w Brazylii zyskają wolność.  
Spiskowcy opracowali również nowy wzór flagi, jaki miałby obowiązywać po wywalczeniu niepodległości: czerwony trójkąt na białym tle z łacińskim napisem Libertas Quae Sera Tamen (Wolność, choćby przyszła późno). Dzisiaj jest to flaga stanu Minas Gerais. 

## Liderzy
Spiskowcy pochodzili w większości z zamożnych rodzin, byli właścicielami kopalni, literatami lub duchownymi.   
- Joaquim José da Silva Xavier (Tiradentes, czyli Wyrwiząb) - żołnierz i dentysta, syn drobnego właściciela ziemskiego, przywódca spisku, uważany dzisiaj za bohatera  narodowego, dzień jego śmierci jest współcześnie świętem narodowym Brazylii.
- Cláudio Manuel da Costa - pochodził z rodziny, która wzbogaciła się na wydobyciu złota, studiował w portugalskiej Coimbrze i był wysokim urzędnikiem kolonialnej administracji.
- Tomás Antônio Gonzaga - pisarz i poeta, studiował prawo w Europie, po czym został urzędnikiem w Vila Rica.
- Francisco de Paula Freire - pułkownik i komendant Regimentu Dragonów, który podlegał gubernatorowi
- Inácio José de Alvarenga Peixoto – adwokat
- Carlos Correia – ksiądz
- Oliveira Rolim – ksiądz
- Francisco Antônio de Oliveira Lopes - wojskowy

## Przebieg spisku
W 1782 roku gubernatorem Minas Gerais został Luís da Cunha Meneses i jedną z jego decyzji było pozbawienie wpływów miejscowe elity. Niezadowolenie brazylijskich elit pogłębiło się za czasów jego następcy, którym był Furtado de Mendonça, wiceksiążę Barbacena. Na polecenie portugalskiego króla wprowadził on niepopularny podatek derrama.
Te wydarzenia sprawiły, że w Minas Gerais zawiązał się spisek przeciwko portugalskiej władzy. Planowano, że rewolta wybuchnie w dniu, kiedy derrama zacznie obowiązywać, co miało wydarzyć się w 1789 roku. 
Do walki zbrojnej nigdy nie doszło, ponieważ konspiratorzy zostali zadenuncjowani gubernatorowi Barbacenie. Donosicielem był jeden ze spiskowców, pułkownik Joaquim Silvério dos Reis, który zdradził współtowarzyszy w zamian za darowanie mu kary. Niektóre źródła podają, że donosicieli było trzech: poza dos Reisem także dwóch inny wojskowych -  Basílio de Brito Malheiro do Lago i Inácio Correia Pamplona. 
Tiradentes, który był w drodze do Rio de Janeiro, aby zebrać posiłki, został aresztowany 10 maja 1789 roku. Jego egzekucja odbyła się 21 kwietnia 1792 roku w Rio de Janeiro. Ciało zostało poćwiartowane i wystawione na widok publiczny. Pozostali spiskowcy otrzymali łagodniejsze kary, ponieważ większość z nich należała do lokalnej elity. Zostali skazani na więzienie lub zesłanie do Afryki.